# Solberga, Österåkers kommun
Solberga är en tätort i Österåkers kommun, Stockholms län.
År 1990 definierade SCB området som en småort med benämningen Blekugnen + Singö + Solberga. Till nästa avgränsning år 1995 hade befolkningen blivit över 200 personer och Solberga tätort bildades.

## Befolkningsutveckling
| Befolkningsutvecklingen i Solberga 1990–2020 | Befolkningsutvecklingen i Solberga 1990–2020 | Befolkningsutvecklingen i Solberga 1990–2020 | Befolkningsutvecklingen i Solberga 1990–2020 | Befolkningsutvecklingen i Solberga 1990–2020 |
| -------------------------------------------- | -------------------------------------------- | -------------------------------------------- | -------------------------------------------- | -------------------------------------------- |
|                                              |                                              |                                              |                                              |                                              |
| År                                           |                                              |                                              | Folkmängd                                    | Areal (ha)                                   |
| 1990                                         | 1990                                         |                                              | 172                                          | 60#                                          |
| 1995                                         | 1995                                         |                                              | 227                                          | 108                                          |
| 2000                                         | 2000                                         |                                              | 277                                          | 108                                          |
| 2005                                         | 2005                                         |                                              | 352                                          | 108                                          |
| 2010                                         | 2010                                         |                                              | 409                                          | 108                                          |
| 2015                                         | 2015                                         |                                              | 427                                          | 113                                          |
| 2020                                         | 2020                                         |                                              | 528                                          | 133                                          |
| Anm.: Ny tätort 1995 # Som småort.           |                                              |                                              |                                              |                                              |